# Ommata ruficollis
Ommata ruficollis là một loài bọ cánh cứng trong họ Cerambycidae.